# Ascidia fictile
Ascidia fictile is een zakpijpensoort uit de familie van de Ascidiidae. De wetenschappelijke naam van de soort werd in 1997 voor het eerst geldig gepubliceerd door Claude Monniot.